# خوان بابلو بيريز الفونسو
خوان بابلو بيريز الفونسو (بالإسبانية: Juan Pablo Pérez Alfonzo) (13 ديسمبر 1903 - 3 أيلول 1979)، دبلوماسي فنزويلي بارز وسياسي ومحامي وهو صاحب فكرة إنشاء منظمة الدول المنتجة للنفط أوبك مع وزير النفط السعودي عبد الله الطريقي.

## حياته ومهنته

### بداياته
ولد في كاراكاس، فنزويلا، وساعد بيريز الفونزو على إيجاد حزب العمل الديموقراطي الفنزويلي. وقد عيّن وزيراً للتنمية خلال أول حكومة ديمقراطية في فنزويلا، والذي لم يدم طويلاً تحت إدارة رومولو غاليغوس (1947-1948)، كان مسؤولا عن عائدات النفط المتزايدة في البلاد من خلال رفع الضرائب والذي أصبح يعرف لاحقاً في جميع أنحاء العالم بصيغة 50/50.
بعد الإطاحة بحكومة الرئيس رومولو غاليغوس من قبل الجيش في نوفمبر تشرين الثاني عام 1948، سعى بيريز الفونزو إلى اللجوء السياسي في الولايات المتحدة بعد أن قضى 9 أشهر في السجن. انتقل إلى المكسيك لأسباب مالية، حيث أقام حتى عودة الديمقراطية عام 1958، حيث طلب الرئيس المنتخب ديمقراطيا رومولو بيتانكور إعادته إلى الخدمة الحكومية لإنهاء المهام التي كان قد بدأ بها في ظل رئاسة غاليغوس، وهذه المرة وزيرا للطاقة. خلال السنوات التي قضاها في واشنطن العاصمة درس بيريز ألفونسو أنشطة لجنة سكة حديد تكساس، التي عملت على تعزيز أفكاره حول إنشاء منظمة أوبك، ومواصلة تطوير أفكاره حول الحفظ واستقرار إنتاج النفط والدفاع عن أسعار النفط.

### عمله أثناء حكومة بيتانكورت
كوزير للمعادن والمواد الهيدروكربونية في عهد الحكومة الديمقراطية الثانية من فنزويلا، وتحت إدارة رومولو بيتانكور (1959-1964)، يعتبر بيريز ألفونسو صاحب فكرة إنشاء منظمة الدول المصدرة للنفط (أوبك) لغرض ترشيد وزيادة أسعار النفط في السوق العالمية. كان لملاحظاته الواسعة في أساليب عمل منظمة RTC لتنظيم الإنتاج وزيادة الانتعاش لاشك أنها خدمته كثيراً سواء في فنزويلا أو لاحقاً خلال اجتماع القاهرة حيث قدمته الصحفية واندا جابلونسكي لوزير البترول السعودي عبد الله الطريقي، المؤسس المشارك لمنظمة أوبك.

## وفاته
توفي بيريز ألفونسو في واشنطن العاصمة بالولايات المتحدة الأمريكية في مستشفى جامعة جورج تاون بتاريخ 3 أيلول / سبتمبر 1979 م بسبب سرطان البنكرياس. وكان عمره 76 سنة.

## أقوال مشهورة
" عشر سنوات من الآن... عشرين سنة من الآن... النفط سوف يجلب لنا الخراب... نفط هو فضلات الشيطان ".